# 高野龍神国定公園
高野龍神国定公園（こうやりゅうじんこくていこうえん）は、和歌山県および奈良県の県境の山地を区域とする国定公園である。1967年（昭和42年）3月23日に指定された。

## 概要
国定公園内に位置する高野山は、古くから山岳仏教の聖地として知られた霊山で、一帯にはコウヤマキをはじめ、マツ、スギ、ヒノキ、ツガなどの常緑樹林で蔽われる、また落葉広葉樹林も多い。一方で林業も盛んであったために二次林も多い。稜線に沿って高野龍神スカイライン（1980年開通）が走っており、高野山と龍神温泉をつなぐ。高野山は世界遺産に登録されているが、それ以前から多くの参拝客を集めていたため、公園利用者は多い。
- 面積 - 19,198ha（和歌山県14,042ha、奈良県5,156ha)[1]

## 関係市町村
- 和歌山県
  - 田辺市[3]
  - 伊都郡高野町・かつらぎ町
  - 有田郡有田川町
- 奈良県
  - 吉野郡十津川村・野迫川村

## 見所
- 高野山（世界文化遺産、当該項目を参照）
- 高野龍神スカイライン
- 護摩壇山（和歌山県の最高峰。標高1372 m）
- 熊野古道 小辺路